# Saint-Léger (Rodano-Alpi)
Saint-Léger è un comune francese di 242 abitanti situato nel dipartimento della Savoia nella regione dell'Alvernia-Rodano-Alpi.

## Società

### Evoluzione demografica
Abitanti censiti